# Heinrich Sigismund Castonier
Heinrich Sigismund Castonier (20. januar 1692 på Sundhausen i Sachsen-Gotha – 7. oktober 1766 i Fredericia) var en dansk officer, far til Frederik Castonier.
Han nedstammede fra en gammel adelig slægt, der kaldte sig Cachedenier de Vassimon, og som ejede godser i Lothringen og Bar. Han var en søn af kammerjunker hos hertuginden af Sachsen-Romhild Daniel de Cachedenier (1656-1702) til Sundhausen og Sophie Gertrude von Usslar (født 1660) fra Hannover. Han begyndte sin militære løbebane 1710 som fændrik i Sjællands gevorbne Infanteriregiment, men blev samme år forflyttet til Garden og tog del i krigen i Nederlandene med hjælpetropperne. Efter freden trådte han som premierløjtnant over i Fynske Regiment og deltog senere i krigen i Nordtyskland med et i kejserlig tjeneste stående Infanteriregiment (Hans Jacob Arnoldts). 1717 blev Castonier kaptajn; samme år blev regimentet sendt til Norge, og da det 1721 blev opløst, kom Castonier til Dronningens Livregiment, hvorfra han 1728 blev forsat til Grenaderkorpset. 1734 blev han major ved Livgarden til Fods, men afgik 1737 fra korpset, idet han med karakter af oberst af infanteriet blev den første inspektør over dette våbens eksercits. Denne tillidspost, hvis opgave det var at våge over ensartethed i formationer og evolutioner ved de forskellige afdelinger, beklædte han, indtil han 1741 blev kommandør for Livgarden til Fods. Han fik samme år ordre til med en bataljon af denne afdeling at følge det hjælpekorps, som i engelsk tjeneste under general Werner von der Schulenburgs kommando skulle dække kurfyrstendømmet Hannover i den Østrigske Arvefølgekrig. Korpset vendte hjem året efter uden at have deltaget i fjendtligheder.
Castonier blev 1751 udnævnt til generalmajor af infanteriet, men tog sin afsked som kommandør fra Garden 1753, og først nu, 9. maj 1753 i sit 62. år, giftede han sig i Lellinge Kirke med Eisabe Elisabeth Charlotte von Müller (døbt 18. januar 1723 i København – 16. maj 1798 i Rendsborg), en datter af generalmajor Wilhelm Gottfried von Müller og C.R. f. von Wiedemann. 1756 blev han kommandant i Fredericia og 1758 generalløjtnant af infanteriet samt året efter Ridder af Dannebrog. Han var en i sin tid meget anset officer og døde i året 1766. Han er begravet i Sankt Michaelis Kirke.